# Ruter celular
Ruterul celular este un tip de ruter care permite conectarea unui modem 3G pentru formarea unui hotspot wireless (fără fir, radiotehnic) mobil.

## Tipuri
Ruterele celulare pot fi incluse în alt dispozitiv mobil sau separate. Unele smartphonuri permit functionarea ca  ruter celular (tethering).